# Зарічово (зупинний пункт)
За́річево — пасажирський залізничний зупинний пункт Ужгородської дирекції Львівської залізниці.
Розташований на західній околиці села Зарічово, Перечинський район Закарпатської області на лінії Самбір — Чоп між станціями Дубриничі (5 км) та Перечин (5 км).
Станом на серпень 2019 року щодня чотири пари електропотягів прямують за напрямком Сянки — Мукачево.